# Législations créationnistes aux États-Unis
Un certain nombre de lois créationnistes, aussi appelées propositions de lois anti-évolution (en anglais anti-evolution legislation) ou projets de lois sur la liberté académique (en anglais Academic Freedom bills) sont une série de projets de lois qui ont été introduites au Congrès des États-Unis ou dans les Législatures d'État des États-Unis depuis 2001. En se basant sur la liberté académique, les soutiens à ces lois ont émis l'hypothèse que les professeurs, élèves et professeurs d'université souffraient d'intimidation et de représailles lorsqu'ils discutaient des critiques scientifiques de l'évolution et avaient besoin de protection. Les critiques de ces législations signalent qu'il n'y a pas de critiques scientifiques crédibles de l’évolution. Une enquête menée en Floride sur des allégations d'intimidation et de représailles n'a mené à aucune preuve de ces faits. La grande majorité de ces lois n'ont pas été adoptée, à l’exception de la Louisiana Science Education Act, qui fut adoptée en 2008.
Basées principalement sur les écrits du Discovery Institute, et sur les éléments de l’amendement Santorum, le but commun de ces projets de loi est d'exposer plus d'étudiants aux articles et vidéos qui critique l'évolution, et dont la plupart défendent le dessein intelligent ou le créationnisme biblique.

## Niveau des États fédérés

### Maryland
Une proposition (HB1531) a été introduite à la Chambre des délégués du Maryland le 16 février 2006 pour adopter un « Teachers Academic Freedom Act » (« Loi sur la liberté académique des professeurs ») et « Faculty Academic Freedom Act » (« Loi sur la liberté académique des facultés ») qui ressemblaient fortement aux propositions de lois de l'Alabama de 2006. Elles ont été abandonnées à la fin de la session législative de 2006.

## Sources
- (en) Cet article est partiellement ou en totalité issu de l’article de Wikipédia en anglais intitulé « Anti-evolution legislations » (voir la liste des auteurs).